# Karreg-Hir

## Nom
Karreg est un nom usuel pour désigner un rocher en breton et hir signifie long.
Le Karreg-Hir est un cotre breton à coque, pont et mât en bois. C'est une réplique d'un sloup-goémonier de 1930.
Son port d'attache actuel est Plouguerneau en Pays pagan. C'est un voilier de promenade associatif qui pratique aussi la récolte et le transport du goémon dans le cadre de démonstrations pédagogiques et de fêtes maritimes.  
Son immatriculation est : BR732721, quartier maritime de Brest.

## Histoire
Il a été construit en 1989, au chantier Le Got à Plouguerneau pour l'association Karreg-Hir Écomusée de Plouguerneau . Karreg-Hir, en breton, veut dire long rocher. C'est l'un des nombreux rochers des environs de l'île Vierge et de l'Aber Wrac'h.
Il a été réalisé peu de temps avant les premières fêtes maritimes de Brest 1992, dans le cadre du renouveau de la flotte traditionnelle patronné par la revue Chasse-Marée, initiatrice du concours Bateaux des côtes de France (1988-1992). Il est associé à l'écomusée (des goémoniers et de l'algue) de Plouguerneau, commune où la récolte du goémon (essentiellement des laminaires) constituait une des activités maritimes les plus importantes au début du XXe siècle. 
L'association se sert du bateau pour faire des démonstrations de récoltes traditionnelles de goémons et de son déchargement sur la grève. La récolte effectuée est ensuite chargée sur des charrettes tractées par des chevaux. 
L'équipage comprenait deux personnes ; le bateau pouvait charger 3 tonnes d'algues ; le plat-bord était alors presque au ras de l'eau... 
Il a participé aux différentes éditions des Fêtes maritimes de Brest : Brest 2000, Brest 2004, Brest 2008 et aux Les Tonnerres de Brest 2012.